# 캔디 애플

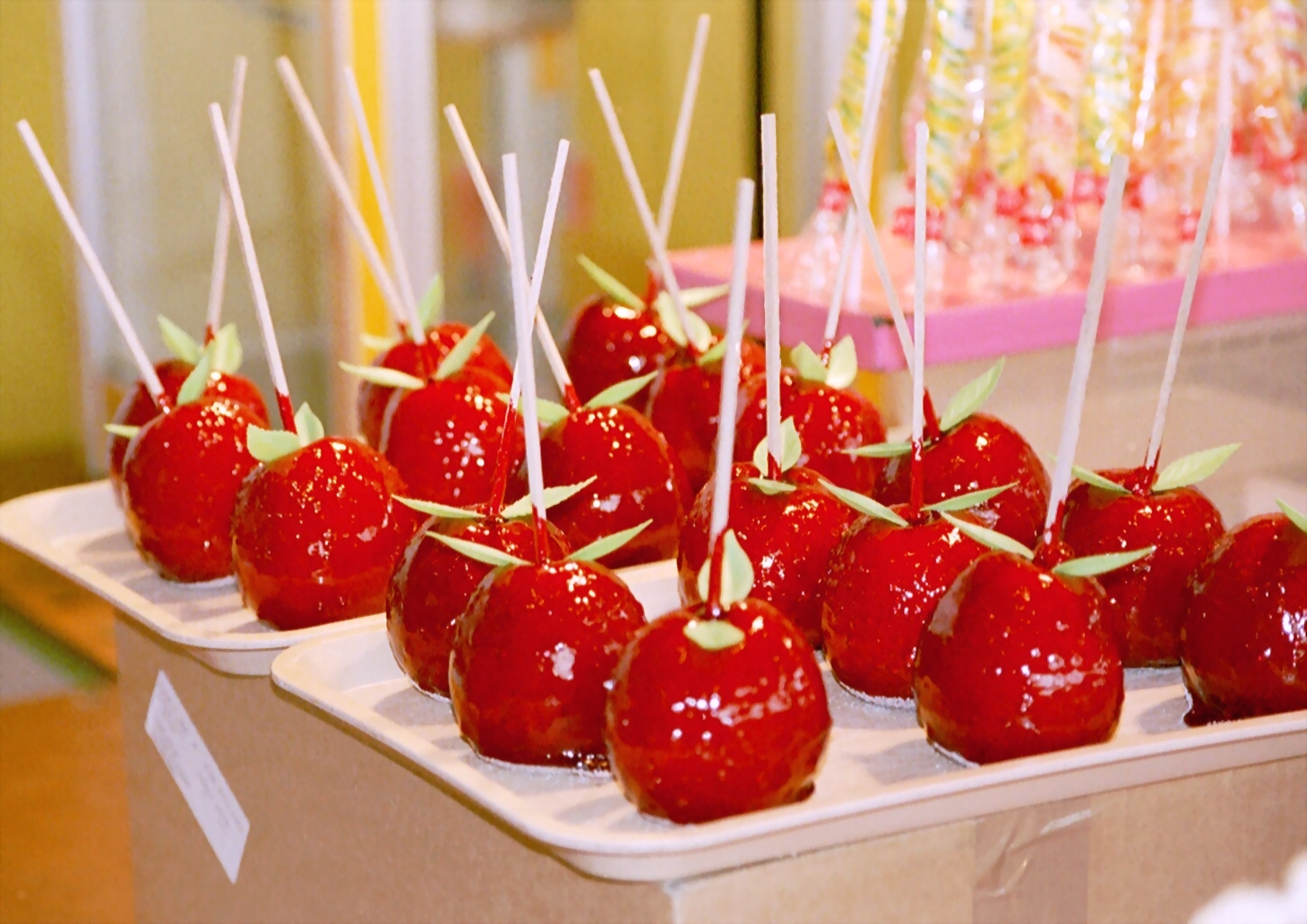
캔디 애플

캔디 애플(candy apple, 또는 토피 애플(toffee apple))은 사과에 설탕물을 코팅한, 미국의 사탕이며 윌리엄 W. 콜브가 개발했다. 다른 서양권 나라에서도 많이 볼 수 있으며 아시아권, 특히 일본에서 많은 사랑을 받고 있다. 링고아메라는 이름으로 자주 불린다. 한 예로 카라멜에 담궈 만든 캔디 애플이 있다.

## 같이 보기
- 사과 요리 목록
- 막대사탕
- 탕후루